# Wspólnota administracyjna Loßburg
Wspólnota administracyjna Loßburg (niem. Vereinbarte Verwaltungsgemeinschaft Loßburg) została rozwiązana 31 grudnia 2007, leżała w Badenii-Wirtembergii, w powiecie Freudenstadt. Siedziba znajdowała się w Loßburg.
Rozwiązanie wspólnoty było związane z włączeniem gminy Betzweiler-Wälde do gminy Loßburg.
Wspólnota administracyjna zrzeszała 2 gminy:
- Betzweiler-Wälde, 1 447 mieszkańców, 10,32 km²
- Loßburg, 6 564 mieszkańców, 68,94 km²